# Uladzimir Shcherba
Uladzimir Shcherba (tiếng Belarus: Уладзімір Шчэрба; tiếng Nga: Владимир Щербо; sinh 1 tháng 4 năm 1986) là một cầu thủ bóng đá Belarus. Hiện tại anh thi đấu cho Torpedo-BelAZ Zhodino.

## Danh hiệu
Dinamo Brest
- Vô địch Cúp bóng đá Belarus: 2006–07

Torpedo-BelAZ Zhodino
- Vô địch Cúp bóng đá Belarus: 2015–16